# انیس النصولی
انیس بن زکریا النُّصولی (۱۹۰۲–۱۹۵۷) ادیب، روزنامه‌نگار و تاریخ‌نگار لبنانی و از افراد آموزش و پرورش نوین بود.

## زندگی
زادگاه و درگذشتش در بیروت بوده‌است. از دانشگاه آمریکایی بیروت دانش‌آموخته شد و در بغداد آموزش داد. سپس به لبنان بازگشت و کمی به روزنامه‌نگاری پرداخت؛ در سال ۱۹۲۷ مجلهٔ الکشّاف را پایه‌گذاری نمود. رئیس ادارهٔ کل آموزش در جمعیت مقاصد الخیریه برگزیده شد.از آثار اوست:
- الدولة الأمویة فی الشام (دولت اموی شام)؛
- الدولة الأمویة فی قرطبه (دولت اموی کوردوبا)؛
- أسباب النهضة العربیة فی القرن التاسع عشر (خاستگاه‌های خیزش‌های عربی در سدهٔ نوزدهم)؛
- موطنی بیروت (زادگاهم بیروت)؛
- معاویه بن ابی‌سفیان.